# Ed (TV-serie)
Ed är en TV-serie (dramakomedi) som sändes på NBC från 2000 till 2004.

## Synopsis
Ed handlar om advokaten Ed Stevens som, efter att ha hittat sin fru till sängs med en annan man, hastigt lämnar det fashionabla livet i New York och flyttar hem till barndomens småstad, Stuckeyville i Ohio, där han impulsköper en bowlinghall.
I Stuckeyville möter vi några av stadens invånare, som till exempel den inkompetenta personalen på bowlinghallen (som Ed inte har hjärta att sparka), Eds ungdomskärlek Carol (som han aldrig vågar erkänna vad han känner för) och den bortkomne gymnasiekillen Warren (som vill vara cool men aldrig lyckas).
Varje avsnitt av Ed har ett specifikt tema, som till exempel "olycklig kärlek" eller "att ge någon en andra chans", och avsnitten hänger ihop kronologiskt även om det går att se avsnitten var för sig.

## Skådespelare i urval
- Ed Stevens - Tom Cavanagh
- Carol Vessey - Julie Bowen
- Mike Burton - Josh Randall
- Molly Hudson - Lesley Boone
- Phil Stubbs - Michael Ian Black
- Warren Cheswick - Justin Long

## Visning i Sverige
I Sverige visades serien på Kanal 5. 